# Jonathan Schunke
Jonathan Ariel Schunke (25 de Mayo, Misiones; 22 de febrero de 1987) es un exfutbolista y entrenador argentino que jugó de defensor. Actualmente dirige a la reserva de Estudiantes de La Plata.

## Carrera como jugador

### Guaraní Antonio Franco
Después de hacer inferiores en Jorge Gibson Brown, con 18 años el central llegó a Guaraní Antonio Franco, uno de los más importantes de la provincia de Misiones. Allí estuvo 2 años, jugando 49 partidos y convirtiendo 7 goles.

### Real Arroyo Seco
Su buen paso por La Franja hizo que Real Arroyo Seco, en ese momento equipo del Torneo Argentino A, pusiera los ojos en él. En el equipo santafesino jugaría solo 6 meses, pero disputó 14 partidos y convirtió un gol.

### Almagro
Su buen semestre en el Argentino A hizo que Schunke llegue a la Primera B Nacional para jugar con la camiseta de Almagro en 2008. Durante sus 6 meses en el club, disputó 17 partidos.

### Godoy Cruz
Luego del ascenso de Godoy Cruz a la Primera División, el Tomba se llevó desde la B Nacional al central misionero, pero el futbolista no tendría minutos con el club mendocino.

### Vuelta a Almagro
Schunke regresó a Almagro tras su fallido paso por la Primera División. En su segunda etapa, jugó 19 partidos y convirtió un gol.

### Ferro Carril Oeste
En 2009 se convirtió en refuerzo de Ferro Carril Oeste y debutó el 22 de agosto en el empate 0-0 contra Olimpo. En el Verde jugó un total de 36 partidos y convirtió 2 goles.

### Almirante Brown
En 2010, Schunke se convierte en jugador de Almirante Brown, también equipo de la Primera B Nacional. Su debut ocurre el 15 de septiembre en la victoria 1-0 sobre Rosario Central. En la Fragata jugó 37 partidos y convirtió 7 goles.

### Vuelta a Ferro
Regresó a Ferro Carril Oeste para el año 2011 y en su segundo paso por el club disputó 39 partidos y convirtió un gol. Jugó todos los partidos que disputó el club de Caballito.

### Estudiantes de La Plata
Tras su gran paso por el club porteño, volvió a jugar en la primera división del fútbol argentino, incorporándose al Estudiantes de La Plata. Debutó el 6 de agosto de 2012 en la victoria por 2-1 contra Tigre. En su primera campaña jugó 30 partidos y convirtió un gol frente a Unión.
Para la temporada 2013-14, el central jugó 22 partidos. En esta campaña también logró la primera expulsión directa en su carrera que fue en el encuentro de mayo de 2014 en la derrota frente a Tigre.
En su tercera temporada en el torneo transición de 2014 jugó 15 partidos y convirtió 2 goles, ante Tigre y Olimpo. También logró jugar por primera vez en un torneo internacional, en la Copa Sudamericana. Allí, debutó el 3 de septiembre en el empate 0-0 frente al clásico, Gimnasia y Esgrima de La Plata. Para 2015, fue pieza importante para la clasificación del Pincha a la Copa Sudamericana 2016. Jugó 24 partidos por el torneo y convirtió 2 goles.
En sus siguientes años, sería uno de los emblemas del Pincharrata, jugando la mayoría de los partidos jugados por el club platense. En Estudiantes, superó los 250 partidos. En su última etapa con Gabriel Milito como DT bajó su rendimiento debido al estilo de juego pregonado por el entrenador y comenzó a recibir algunos silbidos desde las gradas.

### Aldosivi
Tras quedar libre de Estudiantes, Schunke se convirtió en refuerzo de Aldosivi. Debutó con el Tiburón el 31 de octubre de 2020 en el empate a 0 contra su ex equipo, Estudiantes de La Plata.

### Sportivo Luqueño
De común acuerdo con la dirigencia de Aldosivi, arregló su salida del club marplatense y se incorporó al Club Sportivo Luqueño de Paraguay, cerca de su Misiones natal.

### Deportes Santa Cruz
El 4 de enero de 2023 fue anunciado como nuevo jugador de Deportes Santa Cruz de la Primera B Chilena.

### Guaraní Antonio Franco
En octubre de 2023 fichó como refuerzo de Guaraní Antonio Franco para jugar el Torneo Regional Federal Amateur.Luego de su finalización, anunció su retirada del fútbol profesional para hacerse cargo de la reserva de Estudiantes de La Plata.  

## Vida personal
Su hermano menor Richard Schunke, también se desempeña como futbolista. Actualmente, es jugador del Club Independiente del Valle de Ecuador, donde se desempeña como defensa. Su participación en el fútbol de ese país, lo llevó a adoptar la nacionalidad ecuatoriana.

## Clubes

### Como jugador
| Club                    | País                | Año                 | PJ  | G  | Prom. |
| ----------------------- | ------------------- | ------------------- | --- | -- | ----- |
| Guaraní Antonio Franco  | Argentina           | 2005-2007           | 49  | 7  | 0,14  |
| Real Arroyo Seco        | Argentina           | 2007                | 14  | 1  | 0,07  |
| Almagro                 | Argentina           | 2008                | 18  | 1  | 0,05  |
| Godoy Cruz              | Argentina           | 2008                | 0   | 0  | 0,00  |
| Almagro                 | Argentina           | 2009                | 19  | 1  | 0,05  |
| Ferro Carril Oeste      | Argentina           | 2009-2010           | 36  | 2  | 0,05  |
| Almirante Brown         | Argentina           | 2010-2011           | 37  | 1  | 0,02  |
| Ferro Carril Oeste      | Argentina           | 2011-2012           | 39  | 1  | 0,02  |
| Estudiantes de La Plata | Argentina           | 2012-2020           | 257 | 12 | 0,04  |
| Aldosivi                | Argentina           | 2020-2021           | 11  | 0  | 0,00  |
| Sportivo Luqueño        | Paraguay            | 2022                | 26  | 0  | 0,00  |
| Deportes Santa Cruz     | Chile               | 2023                | 5   | 0  | 0,00  |
| Guaraní Antonio Franco  | Argentina           | 2023                | 0   | 0  | 0,00  |
| Total en su carrera     | Total en su carrera | Total en su carrera | 485 | 26 | 0,05  |

### Como director técnico
|                                   | País      | Año   |
| --------------------------------- | --------- | ----- |
| Estudiantes de La Plata (reserva) | Argentina | 2024- |